# 3443 Leetsungdao
A 3443 Leetsungdao (ideiglenes jelöléssel 1979 SB1) egy marsközeli kisbolygó. A Bíbor-hegyi Obszervatórium fedezte fel 1979. szeptember 26-án.